# 杯渡站
杯渡站（英語：Pui To Stop）是香港輕鐵車站，代號300，屬於單程車票第2收費區，位於香港新界屯門杯渡路、屯門公路交界的架空天橋上，在屯門市廣場第2及3期北面，香港賽馬會屯門投注站旁。

## 車站結構

### 車站樓層
| 天橋              | 出口 | 屯門新墟 |   |  |
| 天橋              | 月台 | \| 側式 · 開左邊车门 \| \| \| \| \| \| \| \| 輕鐵614綫往元朗（何福堂） 輕鐵614P綫往兆康（何福堂） \| 1 \| \| \| \| 2 \| 輕鐵614綫往屯門碼頭（市中心） 輕鐵614P綫往屯門碼頭（市中心） \| \| \| \| 側式 · 開左邊车门 \| \| \| \| \| |   |  |
| 天橋              | 出口 | 錦華花園、屯門市廣場 |   |  |
| 地面              | －   | 杯渡路 |   |  |
| 側式 · 開左邊车门 |      | |   |  |
|                   |      | 輕鐵614綫往元朗（何福堂） 輕鐵614P綫往兆康（何福堂） | 1 |  |
|                   | 2    | 輕鐵614綫往屯門碼頭（市中心） 輕鐵614P綫往屯門碼頭（市中心） |   |  |
| 側式 · 開左邊车门 |      | |   |  |

### 車站月台
- 高架天橋已有預留空位接駁輕鐵置樂段，但計劃已無限期擱置。
- 是香港輕鐵少數架空車站之一

### 車站周邊
- 屯門市廣場第2、3期
- 屯門新墟
- 錦華花園
- 錦薈坊
- 青山天主教小學
- 城·點
- 麗日閣
- 屯門善慶堂
- 香港賽馬會屯門投注站
- 天主教贖世主堂

## 利用狀況
由於本站直接連接鄰近市中心的屯門市廣場、錦華廣場、屯門時代廣場，以及全香港最大的香港賽馬會投注站，本站人流十分高(尤以賽馬日為甚)，而且對部份乘客而言本站相比市中心站更為方便，使本站乘客流量甚高，為屯門東北支綫五站之中使用量最高的車站。

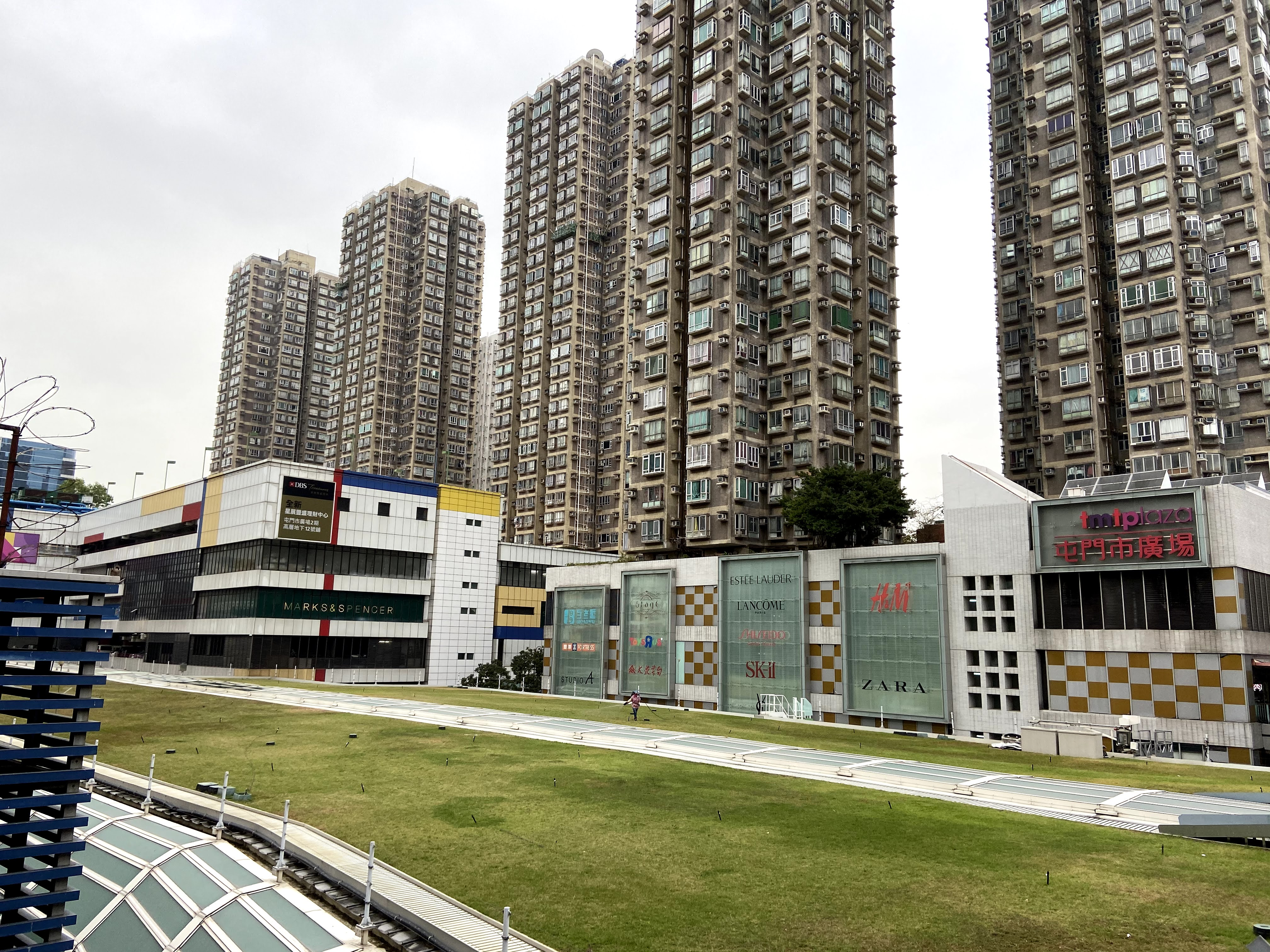
本站連接鄰近大型商場屯門市廣場

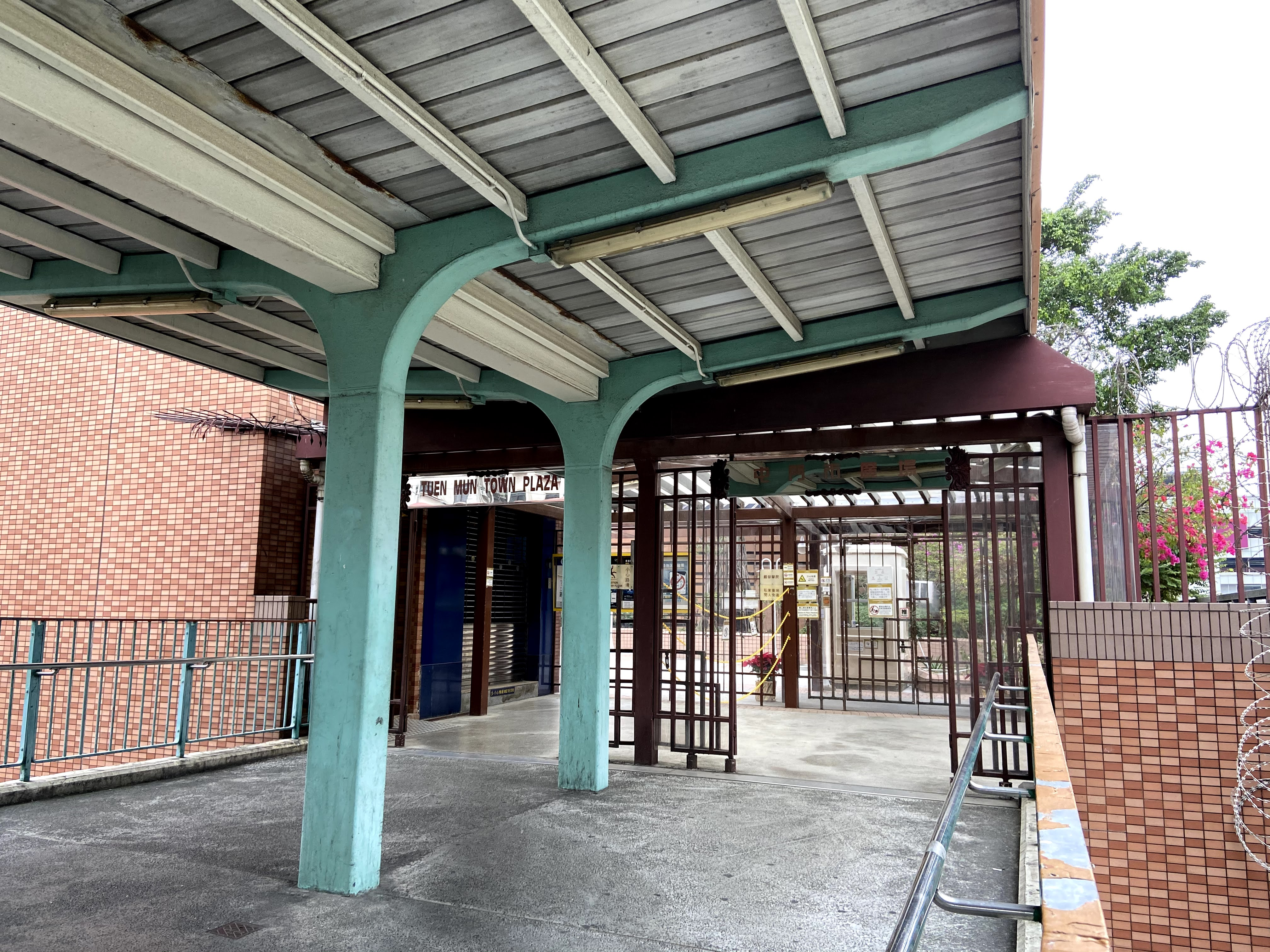
連接香港賽馬會投注站及屯門市廣場屋苑的入口

## 外部連結
- 港鐵公司－輕鐵街道圖 （页面存档备份，存于）
- 港鐵公司－輕鐵行車時間表 （页面存档备份，存于）